# Dekanat miechowski
Dekanat miechowski – jeden z 33 dekanatów rzymskokatolickiej diecezji kieleckiej. Tworzy go 11 parafii. 
Ze względu na represje carskie po powstaniu styczniowym zmniejszono liczbę dekanatów, wskutek czego dekanat miechowski liczył aż 40 parafii. Dziekani byli zobowiązani mieszkać w miastach powiatowych. Po zmianach politycznych, dekretem biskupa Augustyna Łosińskiego z pierwszego sierpnia 1911, z dekanatu miechowskiego wydzielono dekanat luborzycki. Po odzyskaniu niepodległości, w wyniku zmian granic diecezji w Polsce, na początku 1926 dekanat miechowski liczył 12 parafii i 48 609 wiernych. Pozostałe dekanaty w ówczesnym powiecie miechowskim: proszowicki, prandocki, słomnicki liczyły po 8 parafii.  
Obecny kształt dekanatu powstał po zmianach granic diecezji z 1992 roku.   
Do roku 2008, gdy dziekanem był ks. Ludwik Michalik, siedzibą dziekana miechowskiego była parafia w Charsznicy. Następni dziekani rezydują ponownie w Miechowie, łącząc funkcję dziekana z funkcją proboszczów parafii w Miechowie. 
Ksiądz Jerzy Gredka był dziekanem od 2008 roku, do swojej śmierci 9 września 2013 roku. Kolejnym dziekanem miechowskim był ksiądz Mirosław Kaczmarczyk mianowany 07.10.2013. Swoją funkcję pełnił do śmierci 6 listopada 2018 roku. 
Obecny dziekan pełni swoją rolę od 9 grudnia 2018 roku. 
Składa się z następujących parafii:
- Antolka – pw. Niepokalanego Serca Najświętszej Maryi Panny
- Chodów – pw. św. Jana Chrzciciela
- Gołcza – pw. Wniebowzięcia Najświętszej Maryi Panny
- Kalina Wielka – pw. Imienia Najświętszej Maryi Panny
- Miechów – pw. Grobu Bożego
- Miechów-Charsznica – pw. Matki Bożej Różańcowej
- Nasiechowice – pw. św. Wita, Modesta i Krescencji mm.
- Przesławice – pw. Najświętszej Maryi Panny Matki Kościoła
- Pstroszyce – pw. św. Jadwigi Królowej
- Racławice – pw. św. Piotra i Pawła App.
- Sławice Szlacheckie – pw. św. Wojciecha b. m.